# Walk of Fame dello sport italiano
La Walk of Fame dello sport italiano è un percorso stradale di Roma lastricato con targhe dedicate ad ex atleti dello sport italiano che si sono particolarmente distinti a livello internazionale. Si snoda tra il viale delle Olimpiadi e lo stadio Olimpico nel Parco olimpico del Foro Italico della capitale.
Fu inaugurata il 7 maggio 2015 con una cerimonia presieduta dal presidente del CONI Giovanni Malagò, durante la quale furono scoperte 100 targhe ciascuna delle quali reca il nome di un ex atleta scelto dalla Commissione atleti del CONI. Nel corso della cerimonia, Malagò annunciò che negli anni successivi la commissione atleti avrebbe aggiunto nella Walk of Fame i nomi di altri ex-atleti italiani di rilevanza internazionale. Al 2025 sono presenti 147 targhe relative a 148 sportivi.

## Atleti inseriti
Di seguito l'elenco completo delle mattonelle presenti nella Walk of fame aggiornato al maggio 2025; su ogni mattonella, oltre al nome dello sportivo, sono riportati lo sport in cui si è distinto ed il simbolo del CONI.

### Maggio 2015
All'inaugurazione del 7 maggio 2015 furono inseriti i primi 100 nomi:
1. Gian Giorgio Trissino – Equitazione
2. Giovanni Raicevich – Lotta greco-romana
3. Giorgio Zampori – Ginnastica
4. Paolo Salvi – Ginnastica
5. Tazio Nuvolari – Automobilismo
6. Costante Girardengo – Ciclismo
7. Nedo Nadi – Scherma
8. Ottavio Bottecchia – Ciclismo
9. Carlo Galimberti – Sollevamento pesi
10. Ugo Frigerio – Atletica leggera
11. Alfredo Binda – Ciclismo
12. Learco Guerra – Ciclismo
13. Romeo Neri – Ginnastica
14. Giulio Gaudini – Scherma
15. Primo Carnera – Pugilato
16. Giuseppe Meazza – Calcio
17. Silvio Piola – Calcio
18. Gino Bartali – Ciclismo
19. Agostino Straulino – Vela
20. Ondina Valla – Atletica leggera
21. Adolfo Consolini – Atletica leggera
22. Alberto Ascari – Automobilismo
23. Valentino Mazzola – Calcio
24. Edoardo Mangiarotti – Scherma
25. Fausto Coppi – Ciclismo
26. Zeno Colò – Sci alpino
27. Fiorenzo Magni – Ciclismo
28. Giuseppe Delfino – Scherma
29. Piero D'Inzeo – Equitazione
30. Cesare Rubini – Pallanuoto e pallacanestro
31. Raimondo D'Inzeo – Equitazione
32. Irene Camber – Scherma
33. Pino Dordoni – Atletica leggera
34. Eugenio Monti – Bob
35. Enzo Maiorca – Immersione in apnea
36. Antonio Maspes – Ciclismo
37. Nicola Pietrangeli – Tennis
38. Abdon Pamich – Atletica leggera
39. Lea Pericoli – Tennis
40. Graziano Mancinelli – Equitazione
41. Eraldo Pizzo – Pallanuoto
42. Nino Benvenuti – Pugilato
43. Livio Berruti – Atletica leggera
44. Sante Gaiardoni – Ciclismo
45. Franco Nones – Sci di fondo
46. Marco Bollesan – Rugby
47. Franco Menichelli – Ginnastica
48. Bruno Arcari – Pugilato
49. Dino Zoff – Calcio
50. Giacomo Agostini – Motociclismo
51. Felice Gimondi – Ciclismo
52. Mauro Checcoli – Equitazione
53. Gianni Rivera – Calcio
54. Roberto Marson – Scherma
55. Gigi Riva – Calcio
56. Luciano Giovannetti – Tiro a volo
57. Renato Molinari – Motonautica
58. Klaus Dibiasi – Tuffi
59. Dino Meneghin – Pallacanestro
60. Adriano Panatta – Tennis
61. Gustav Thöni – Sci alpino
62. Oreste Perri – Canoa
63. Pietro Mennea – Atletica leggera
64. Pierluigi Marzorati – Pallacanestro
65. Corrado Barazzutti – Tennis
66. Sara Simeoni – Atletica leggera
67. Piero Gros – Sci alpino
68. Novella Calligaris – Nuoto
69. Daniele Masala – Pentathlon
70. Costantino Rocca – Golf
71. Gabriella Dorio – Atletica leggera
72. Giuseppe Di Capua – Canottaggio
73. Alberto Cova – Atletica leggera
74. Ezio Gamba – Judo
75. Patrizio Oliva – Pugilato
76. Gelindo Bordin – Atletica leggera
77. Giuseppe Abbagnale – Canottaggio
78. Paola Fantato – Tiro con l'arco
79. Andrea Benelli – Tiro a volo
80. Mauro Numa – Scherma
81. Carmine Abbagnale – Canottaggio
82. Manuela Di Centa – Sci di fondo
83. Francesco Attolico – Pallanuoto
84. Sandro Campagna – Pallanuoto
85. Luca Pancalli – Nuoto
86. Josefa Idem – Canoa
87. Agostino Abbagnale – Canottaggio
88. Alberto Tomba – Sci alpino
89. Roberto Baggio – Calcio
90. Lorenzo Bernardi – Pallavolo
91. Antonio Rossi – Canoa
92. Stefania Belmondo – Sci di fondo
93. Giorgio Lamberti – Nuoto
94. Jury Chechi – Ginnastica
95. Alessandra Sensini – Vela
96. Andrea Giani – Pallavolo
97. Giovanna Trillini – Scherma
98. Deborah Compagnoni – Sci alpino
99. Stefano Baldini – Atletica leggera

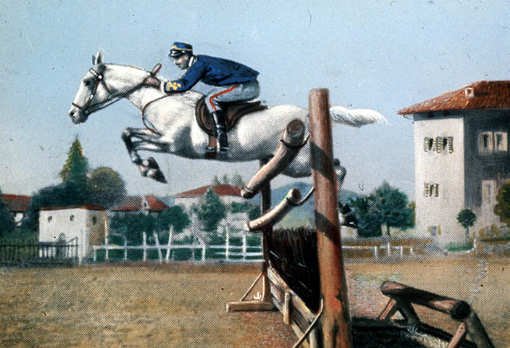
Gian Giorgio Trissino

100. Domenico Fioravanti – Nuoto

### Dicembre 2015
A dicembre del 2015 furono inseriti altri sette atleti:
1. Maurizio Damilano – Atletica leggera
2. Gianni De Magistris – Pallanuoto
3. Duilio Loi – Pugilato
4. Francesco Moser – Ciclismo
5. Enrico Fabris – Pattinaggio di velocità

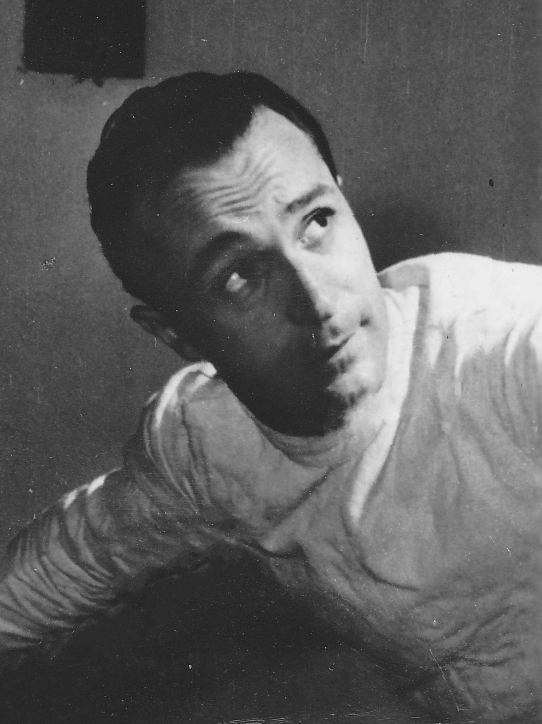
Edoardo Mangiarotti

6. Armin Zöggeler – Slittino
7. Dorando Pietri – Atletica leggera

### 2016
Nel 2016 furono inseriti cinque atleti:

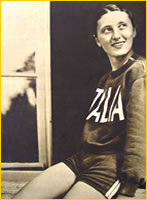
Ondina Valla

1. Alberto Braglia – Ginnastica
2. Alessandro Mazzinghi – Pugilato
3. Paola Pigni – Atletica leggera
4. Mario Fiorillo – Pallanuoto
5. Valentina Vezzali – Scherma

### 2018
Nel 2018 furono inseriti cinque atleti:

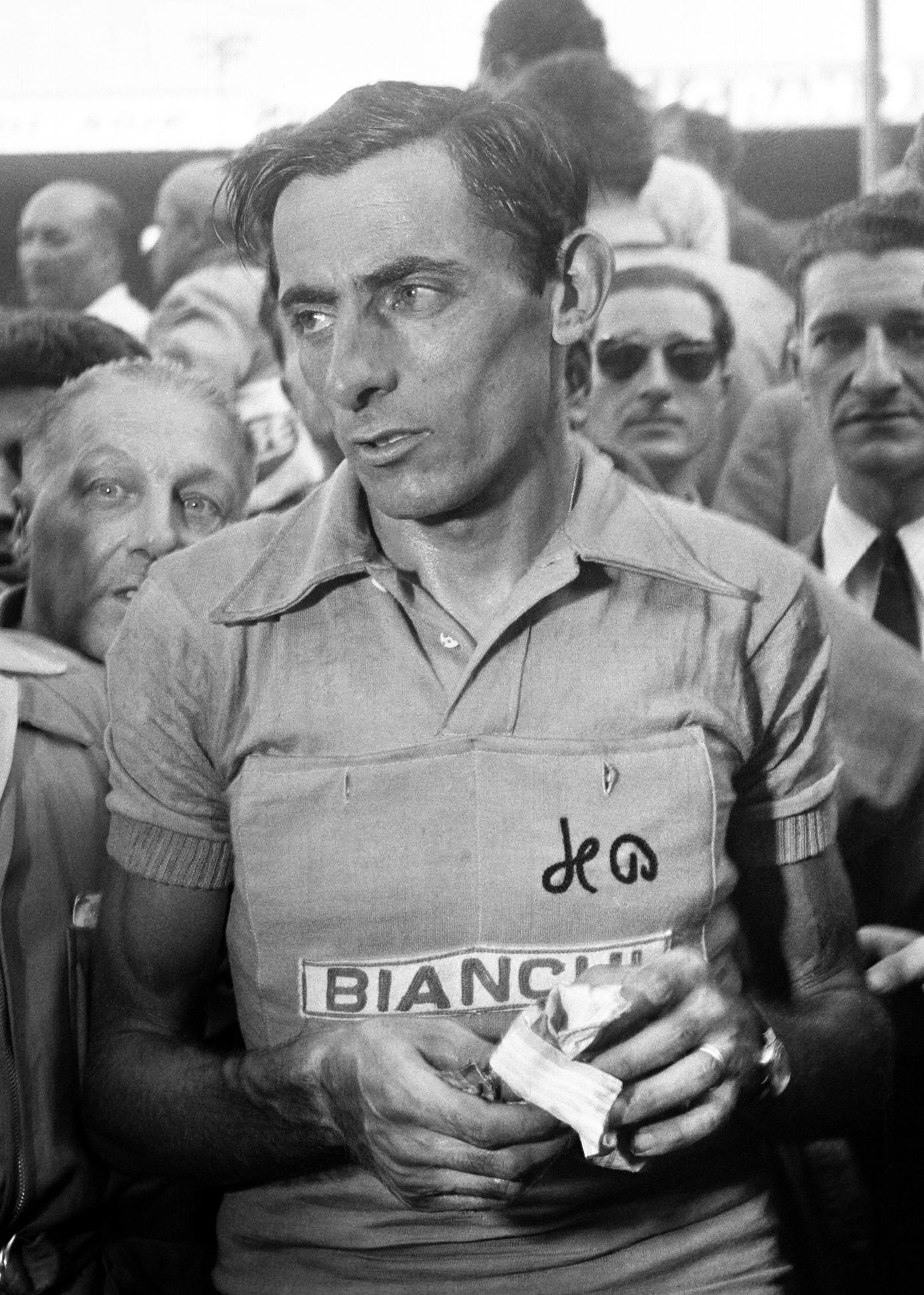
Fausto Coppi

1. Luigi Beccali – Atletica leggera
2. Ercole Baldini – Ciclismo
3. Paolo Maldini – Calcio
4. Samuele Papi – Pallavolo
5. Massimiliano Rosolino – Nuoto

### 2019
Il 16 luglio 2019 furono inseriti tre atleti:
1. Sara Anzanello – Pallavolo
2. Antonella Bellutti – Ciclismo
3. Roberto Cammarelle – Pugilato

### 2021
Il 7 luglio 2021 furono inseriti cinque atleti.
1. Paolo Rossi – Calcio
2. Alessandro Andrei – Atletica leggera
3. Vincenzo Maenza – Lotta greco-romana
4. Gabriella Paruzzi – Sci di fondo
5. Paolo Bettini – Ciclismo

### 2023
Il 18 gennaio 2023 furono inseriti quindici atleti:
1. Flavia Pennetta – Tennis
2. Tania Cagnotto – Tuffi
3. Niccolò Campriani – Tiro a segno
4. Fabio Cannavaro[8] – Calcio
5. Amedeo Pomilio – Pallanuoto
6. Giulia Quintavalle – Judo
7. Carlo Molfetta – Taekwondo
8. Marco Galiazzo – Tiro con l'arco
9. Daniele Molmenti – Canoa
10. Antonio Tartaglia – Bob
11. Günther Huber – Bob
12. Marco Albarello – Sci di fondo
13. Maurilio De Zolt – Sci di fondo
14. Silvio Fauner – Sci di fondo
15. Giorgio Vanzetta – Sci di fondo

### 2025
Il 22 maggio 2025 furono inseriti otto atleti su sette targhe:
1. Franco Porzio - Pallanuoto[10]
2. Giuseppe Porzio - Pallanuoto[10]
3. Gerda Weissensteiner - Slittino e bob
4. Giorgio Di Centa - Sci di fondo
5. Gianluigi Buffon - Calcio
6. Francesca Piccinini - Pallavolo
7. Elisa Di Francisca - Scherma
8. Aldo Montano - Scherma

## Atleti per sport
| Sport                   | Totale | Atleti (in ordine di inclusione) |
| ----------------------- | ------ | --- |
| Atletica leggera        | 17     | Ugo Frigerio, Ondina Valla, Adolfo Consolini, Pino Dordoni, Abdon Pamich, Livio Berruti, Pietro Mennea, Sara Simeoni, Gabriella Dorio, Alberto Cova, Gelindo Bordin, Stefano Baldini, Maurizio Damilano, Dorando Pietri, Paola Pigni, Luigi Beccali, Alessandro Andrei |
| Ciclismo                | 14     | Costante Girardengo, Ottavio Bottecchia, Alfredo Binda, Learco Guerra, Gino Bartali, Fausto Coppi, Fiorenzo Magni, Antonio Maspes, Sante Gaiardoni, Felice Gimondi, Francesco Moser, Ercole Baldini, Antonella Bellutti, Paolo Bettini                                 |
| Calcio                  | 11     | Giuseppe Meazza, Silvio Piola, Valentino Mazzola, Dino Zoff, Gianni Rivera, Gigi Riva, Roberto Baggio, Paolo Maldini, Paolo Rossi, Fabio Cannavaro, Gianluigi Buffon                                                                                                   |
| Scherma                 | 11     | Nedo Nadi, Giulio Gaudini, Edoardo Mangiarotti, Giuseppe Delfino, Irene Camber, Roberto Marson, Mauro Numa, Giovanna Trillini, Valentina Vezzali, Elisa Di Francisca. Aldo Montano                                                                                     |
| Sci di fondo            | 9      | Franco Nones, Manuela Di Centa, Stefania Belmondo, Gabriella Paruzzi, Marco Albarello, Maurilio De Zolt, Silvio Fauner, Giorgio Vanzetta, Giorgio Di Centa |
| Pallanuoto              | 9      | Cesare Rubini, Eraldo Pizzo, Francesco Attolico, Sandro Campagna, Gianni De Magistris, Mario Fiorillo, Amedeo Pomilio, Franco Porzio, Giuseppe Porzio |
| Pugilato                | 7      | Primo Carnera, Nino Benvenuti, Bruno Arcari, Patrizio Oliva, Duilio Loi, Alessandro Mazzinghi, Roberto Cammarelle |
| Ginnastica              | 6      | Giorgio Zampori, Paolo Salvi, Romeo Neri, Franco Menichelli, Jury Chechi, Alberto Braglia |
| Equitazione             | 5      | Gian Giorgio Trissino, Piero D'Inzeo, Raimondo D'Inzeo, Graziano Mancinelli, Mauro Checcoli |
| Nuoto                   | 5      | Novella Calligaris, Luca Pancalli, Giorgio Lamberti, Domenico Fioravanti, Massimiliano Rosolino |
| Sci alpino              | 5      | Zeno Colò, Gustav Thöni, Piero Gros, Alberto Tomba, Deborah Compagnoni |
| Tennis                  | 5      | Nicola Pietrangeli, Lea Pericoli, Adriano Panatta, Corrado Barazzutti, Flavia Pennetta |
| Pallavolo               | 5      | Lorenzo Bernardi, Andrea Giani, Samuele Papi, Sara Anzanello, Francesca Piccinini |
| Canoa / Kayak           | 4      | Oreste Perri, Josefa Idem, Antonio Rossi, Daniele Molmenti |
| Canottaggio             | 4      | Giuseppe Di Capua, Giuseppe Abbagnale, Carmine Abbagnale, Agostino Abbagnale |
| Bob                     | 4      | Eugenio Monti, Antonio Tartaglia, Günther Huber, Gerda Weissensteiner |
| Pallacanestro           | 3      | Cesare Rubini, Dino Meneghin, Pierluigi Marzorati |
| Automobilismo           | 2      | Tazio Nuvolari, Alberto Ascari |
| Judo                    | 2      | Ezio Gamba, Giulia Quintavalle |
| Lotta greco-romana      | 2      | Giovanni Raicevich, Vincenzo Maenza |
| Tiro a volo             | 2      | Luciano Giovannetti, Andrea Benelli |
| Tiro con l'arco         | 2      | Paola Fantato, Marco Galiazzo |
| Tuffi                   | 2      | Klaus Dibiasi, Tania Cagnotto |
| Vela                    | 2      | Agostino Straulino, Alessandra Sensini |
| Slittino                | 2      | Armin Zöggeler, Gerda Weissensteiner |
| Golf                    | 1      | Costantino Rocca |
| Immersione in apnea     | 1      | Enzo Maiorca |
| Motociclismo            | 1      | Giacomo Agostini |
| Motonautica             | 1      | Renato Molinari |
| Pattinaggio di velocità | 1      | Enrico Fabris |
| Sollevamento pesi       | 1      | Carlo Galimberti |
| Rugby                   | 1      | Marco Bollesan |
| Taekwondo               | 1      | Carlo Molfetta |
| Tiro a segno            | 1      | Niccolò Campriani |